# 우지하라 리호나
우지하라 리호나(일본어: 氏原 里穂菜, 2004년 7월 8일 ~ )는 일본의 여자 축구 선수이다.

## 구단 경력
2023년 WE리그의 닛테레 도쿄 베르디 벨레자에 입단하였다.

## 국가대표팀 경력
그녀는 2024년 FIFA U-20 여자 월드컵에 참가할 일본 U-20 국가대표팀에 발탁되었으며, 6경기에 출전, 준우승에 기여했다.